# Colubrina cubensis
Colubrina cubensis är en brakvedsväxtart som först beskrevs av Nikolaus Joseph von Jacquin, och fick sitt nu gällande namn av Adolphe-Théodore Brongniart. Colubrina cubensis ingår i släktet Colubrina och familjen brakvedsväxter.

## Underarter
Arten delas in i följande underarter:
- C. c. cubensis
- C. c. ekmanii
- C. c. floridana